# Govern d'Ocupació Sionista
El Govern d'Ocupació Sionista (en anglès: Zionist Occupation Government - ZOG) és una teoria conspirativa de caràcter antisemita que sosté que els jueus controlen secretament un país concret mitjançant un govern en l'ombra mentre que el govern oficial és tan sols un règim titella.
Aquesta expressió és molt utilitzada per grups antisemites com els supremacistes blancs dels Estats Units i Europa, els ultra-nacionalistes com el partit rus Память (Pamyat) i diferents col·lectius d'extrema dreta.
L'adjectiu "sionista" que es troba en l'expressió "Govern d'Ocupació Sionista" no ha de confondre's amb la ideologia del sionisme, un moviment que cercava la fundació d'un Estat jueu en la Terra d'Israel. Atès que els proponents de la teoria conspirativa es refereixen a països que es troben fora d'aquesta zona, l'ús del terme "sionista" en aquest context és equívoc i cerca presentar als jueus com uns conspiradors que volen governar el món en un nou ordre mundial, tal com passa en l'obra anònima Els Protocols dels Savis de Sió.

## Història
Una de les primeres aparicions d'aquesta expressió va tenir lloc el 1976, en l'article Welcome to ZOG-World ('Benvinguts al món del ZOG', en català) que s'atribueix al neonazi nord-americà Eric Thomson. L'expressió es va presentar a un públic més ampli el 27 de desembre de 1984 en un article del New York Times que versava sobre els atracaments comesos per un col·lectiu supremacista blanc anomenat The Order a Califòrnia i Washington. Segons el periòdic, els delictes «es van dur a terme per finançar una guerra contra el govern dels Estats Units, a qui el grup anomena 'ZOG' o 'Govern d'Ocupació Sionista'».
The Order era una ramificació de Nació Ària (Aryan Nations), una organització fundada a principis dels anys 1970 per Richard G. Butler, el qual des dels anys 1950 havia estat associat a una altra agrupació antisemita anomenada Església Cristiana de Jesucrist Cristià (en anglès: Church of Jesus Christ Christian ). Tots dos col·lectius remunten els seus orígens a activistes antisemites com Gerald L. K. Smith i han estat relacionats amb el Ku Klux Klan (KKK).
L'expressió es va difondre àmpliament a través de les publicacions de Nació Ària. En desembre de 1984 la revista Newsweek revelava que Nació Ària havia creat un BBS a les xarxes anomenat «Aryan Nation Liberty Net» (Xarxa Llibertària de la Nació Ària) amb la fi de publicar informació tal com, per exemple, les adreces de les diferents seus del Partit Comunista dels Estats Units i de «informants del ZOG».
El 1985 el grup extremista amb seu a Oregon Posse Comitatus va anunciar: «La nostra nació està sota el control total del govern mundial invisible del judaisme Mundial».
El 1996 Nació Ària va publicar a la seva pàgina web una «Declaració d'Independència Ària» en la qual es pot llegir que «la història de l'actual Govern d'Ocupació Sionista dels Estats Units d'Amèrica (ZOG) és una història d'ultratges i usurpacions continuades, que tenen directament per objecte constituir una tirania absoluta sobre els Estats de la Unió». Afirmant que "la salvació de la raça blanca i la seva cultura era un dels seus principals objectius", i va acusar al «ZOG» de lliurar "el poder i el govern a les empreses privades, al Banc Mundial, als blancs traïdors i a les famílies jueves de la classe dirigent.
Des de 1996 s'ha popularitzat l'ús d'aquesta expressió i en l'actualitat té arrelament dins de moltes organitzacions antisemites. Per exemple, neonazis suecs afirmen que els jueus, que ells anomenen el govern suec d'ocupació sionista, porten els immigrants cap a Suècia amb la finalitat de «diluir la sang de la raça blanca». Pàgines web com Jew Watch (l'Observatori Jueu) afirmen que tot el conjunt de les nacions occidentals i d'altres països, estan de fet controlats pels «governs d'ocupació sionistes».